# Ilya Somin
Ilya Somin es un profesor de derecho en la Universidad de George Mason, un académico asociado del Cato Institute, un bloguero para el Volokh Conspiracy, y un ex coeditor de la Supreme Court Economic Review  (de 2006 a 2013). Su investigación se centra en el derecho constitucional, el derecho de la propiedad, y el estudio de la participación política popular y de sus implicaciones para la democracia constitucional.

## Trayectoria
Somin nació en la URSS en 1973. A la edad de cinco años, emigró junto con su familia a los Estados Unidos. En una memoria personal, Somin relató tanto la pobreza material en la URSS (que experimentó de primera mano) como el adoctrinamiento ideológico (que aprendió de los miembros de la familia, y vio destellos de cuando era niño). Somin recibió su B.A. en ciencias políticas e historia de Amherst College, su M.A. en ciencias políticas de la Harvard University y J.D. de Yale Law School.
Es el autor de Democracy and Political Ignorance: Por qué un gobierno más pequeño es más inteligente, y Una conspiración contra Obamacare: La conspiración de Volokh y el Caso de atención médica (en coautoría con otros blogueros de la conspiración de Volokh). Una segunda edición revisada y ampliada de Democracy and Political Ignorance se publicó en junio de 2016. También es autor de dos libros sobre derechos de propiedad y dominio eminente: The Grasping Hand: "Kelo v. City of New London" y The Limits of Eminent Domain (Universidad de Chicago Press, edición revisada, 2016), un libro sobre la tema de dominio eminente y la controvertida decisión del Tribunal Supremo de los EE. UU. en Kelo v. City of New London, y Eminent Domain: A Comparative Perspective (Cambridge University Press, 2017) (coeditado con Hojun Lee e Iljoong Kim) .

## Puntos de vista

### Ignorancia política
Al igual que otros teóricos de la elección pública, Somin argumenta que la ignorancia racional es un problema importante para el funcionamiento exitoso de la democracia. Ha tratado este tema en una serie de artículos publicados y, en particular, ha criticado el ideal de la democracia deliberativa.
Somin señala que la irracionalidad racional, como la describe Bryan Caplan en The Myth of the Rational Voter, es un problema. Somin se aparta de los teóricos de la elección pública tradicional al forjar un lugar importante para la irracionalidad racional, mientras que al mismo tiempo discrepa de la afirmación de Caplan de que la ignorancia racional por sí sola no sería un problema.
El libro de Somin Democracia e Ignorancia Política: Por qué un gobierno más pequeño es más inteligente, elabora esta tesis. También defendió la teoría en el ensayo principal de Cato Unbound en octubre de 2013. Otros participantes en el intercambio incluyeron a Heather Gerken, Jeffrey Friedman y Sean Trende. El ensayo de respuesta de Gerken utilizó la distinción zorro versus erizo, argumentando que el votante ideal de Somin era un zorro, mientras que el trabajo de David Schleicher hizo hincapié en que los votantes tendían a ser erizos y usaban su afiliación partidista como un atajo informativo. El comentarista político George Will revisó el libro favorablemente en un artículo de opinión del Washington Post.
El trabajo de Somin sobre la ignorancia política se remonta unos 15 años antes de la publicación de Democracy and Political Ignorance. Publicó un artículo muy citado sobre ignorancia política en la revista interdisciplinaria Critical Review en 1998. En 2004, escribió un análisis de políticas para el Instituto Cato titulado "Cuando la ignorancia no es felicidad: cómo la ignorancia política amenaza a la democracia", que exponía el caso que elaboraría en su libro. En 2010, escribió una crítica de la democracia deliberativa basada en su investigación sobre la ignorancia política.
El trabajo de Somin sobre la ignorancia política ha sido cubierto por los medios de todo el mundo, incluidos el columnista del Washington Post, George Will y el Chicago Tribune.

### Originalismo
Somin es un defensor del originalismo: argumenta que los jueces deben tomar decisiones, en la medida de lo posible, basadas en el significado original de las partes relevantes de la constitución. Somin ha escrito un artículo sobre la relación y la tensión entre el originalismo constitucional y la ignorancia política. También ha blogueado sobre la historia del originalismo, la relación entre el originalismo y la discriminación, la relación entre el originalismo y la acción afirmativa, y otros temas relacionados con el originalismo.

### Derechos de propiedad
Somin ha criticado las leyes de dominio eminente que permiten a los gobiernos apoderarse de la tierra por la fuerza. Fue crítico de la decisión judicial en Kelo v. City de New London y ha defendido las reformas de dominio eminente emprendidas por los estados de EE. UU. Tras el incidente, al tiempo que argumenta que tales reformas pueden no ser suficientes para proteger los derechos de propiedad privada. Somin ha argumentado que el abuso de dominio eminente por parte de Detroit "desalienta la inversión al socavar la confianza en la seguridad de los derechos de propiedad". El libro de Somin sobre el tema de los derechos de propiedad y el dominio eminente, titulado The Grasping Hand: "Kelo v. La ciudad de New London " y los límites del dominio eminente" fue publicado por la University of Chicago Press y publicado el 15 de junio de 2015. Muchos comentaristas lo consideran el trabajo principal en el polémico caso Kelo, y las restricciones de "uso público" en las expropiaciones. El libro fue descrito como el análisis y la crítica definitiva de Kelo por el líder legal Richard Epstein y James Krier, y también respaldado por abogados de ambas partes en el caso.